# Stockholmsvitt

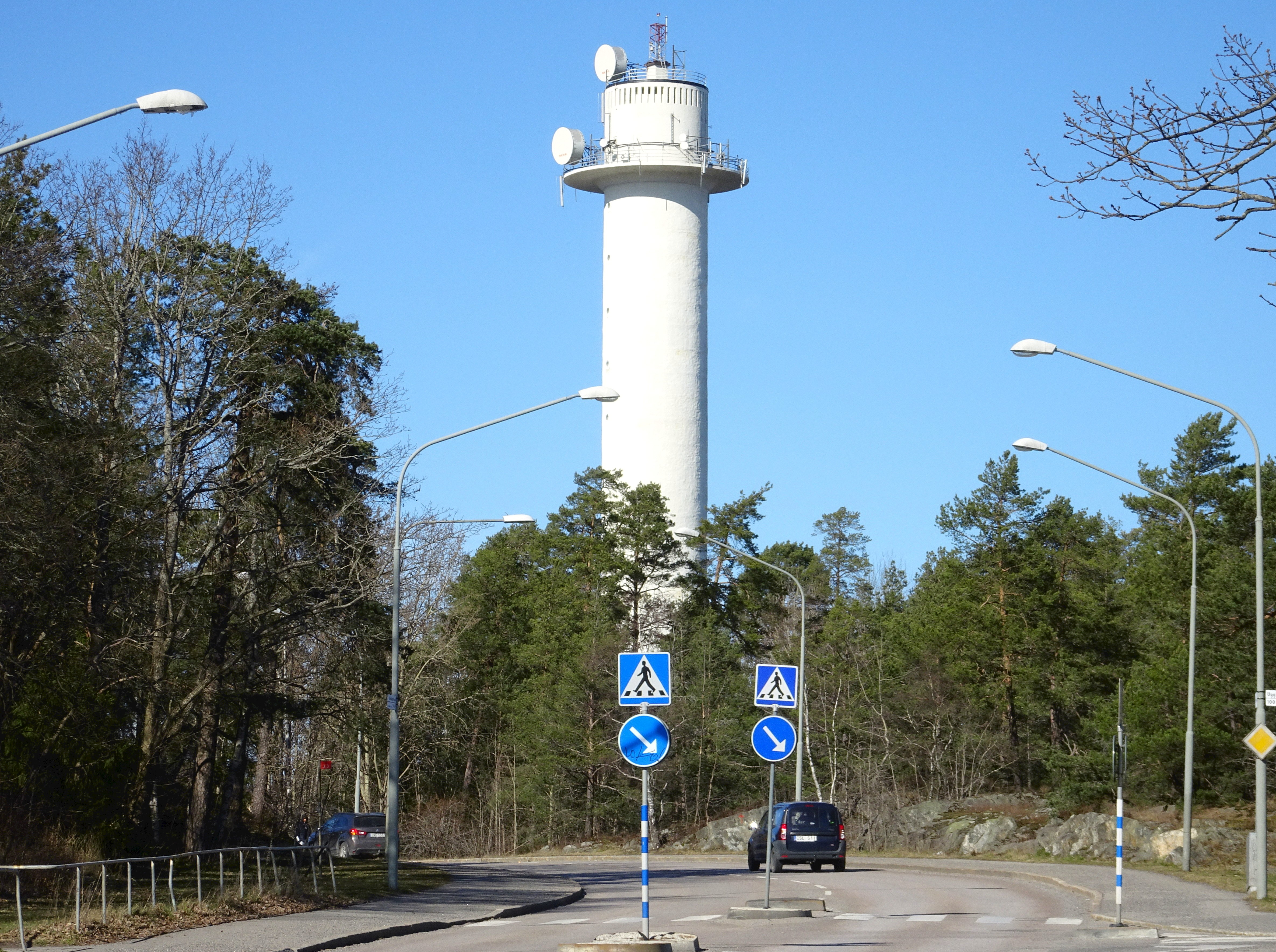
Sätra radiolänktorn är avfärgat i Stockholmsvitt.

Stockholmsvitt är ett begrepp som används inom byggnadsmåleriet och där syftar på en vit kulör med viss inbrytning av gult och/eller grått. Någon enighet om kategoriseringen av kulören enligt NCS-systemet föreligger inte, och försiktighet bör därför iakttas vid användning av uttrycket i fackmässiga sammanhang. En kod som förekommer någorlunda regelbundet är emellertid S 0502-Y.